# 艾諾特·布真克
艾諾特·贊·布真克（Arnold Jan Bruggink，1977年7月24日—），荷蘭足球運動員，司職前鋒或攻擊中場。
2000年，他贏得了年度荷蘭天才獎，而他效力期間，球隊奪得3聯賽冠軍和2超級盃，以及在歐洲冠軍聯賽有不錯演出。而他得以加盟燕豪芬，因為他在1995/96賽季是川迪首席射手。
在燕豪芬經過6個賽季，在2003年他來到西班牙馬略卡，但他只效力一個賽季，回到了自己的祖國。加盟海倫芬，他在球隊兩年間，他們在荷蘭足球甲級聯賽和歐洲聯盟杯雙線比賽，2006年再前往國外加盟漢諾威96。
2000年，布真克曾兩次出現於荷蘭國家隊：9月2日世界杯預選賽對愛爾蘭和11月15日對西班牙的進行一場友誼賽。

## 連結
- Profile （荷兰文）
- 艾諾特·布真克 檔案及數據 Wereld van Oranje （荷兰文）